# Marian Opala
Marian Peter Opala (* 20. Januar 1921 in Łódź, Polen; † 11. Oktober 2010 in Oklahoma City, Oklahoma) war ein US-amerikanischer Richter polnischer Abstammung.

## Leben
Während des Zweiten Weltkrieges diente er in der polnischen Armee und war später einige Zeit im KZ Flossenbürg interniert. Später wanderte er in die Vereinigten Staaten aus. Dort absolvierte er ein Studium der Rechtswissenschaft an der Oklahoma City University, das er 1953 mit einem Bachelor of Laws (LL.B.) abschloss. 1953 wurde ihm die US-amerikanische Staatsbürgerschaft verliehen. Ein daran anschließendes weiteres Studium der Ökonomie an der Oklahoma City University beendete er 1957 mit einem Bachelor of Science (B.S. Economics).
Danach begann er seine berufliche Laufbahn als Stellvertretender Bezirksstaatsanwalt (Assistent County Attorney) des Oklahoma County, dem zwischen 1960 und 1965 eine Tätigkeit als Schiedsmann am Oklahoma Supreme Court folgte. Danach war er von 1965 bis 1969 Staatsanwalt im Stab von Richter Rooney McInerney und absolvierte zugleich ein postgraduales Studium der Rechtswissenschaft an der Law School der New York University, das er 1968 mit einem Master of Laws (LL.M.) beendete.
1969 wurde er Verwaltungsdirektor des Gerichtssystems von Oklahoma und übte dieses Amt bis zu seiner Ernennung zum Richter am Wirtschaftsgericht von Oklahoma (State Industrial Court) 1977 aus.
Marian Opala wurde schließlich 1978 zum Richter an den Obersten Gerichtshof Oklahomas berufen und hatte dieses Richteramt bis zu seinem Tode inne. Während dieser Zeit war er zwischen 1991 und 1992 auch Präsident des Obersten Gerichtshofs (Chief Justice).